# Estavana Polman
Estavana Polman (Arnhem, 5 augustus 1992) is een Nederlands handbalster. Polman speelt bij de Roemeense topclub Rapid București, uitkomend in de Liga Națională. Polman debuteerde in 2010 in het Nederlands team.

## Handbalcarrière
Polman begon met handballen bij UDI 1896 in haar geboorteplaats Arnhem. Enige tijd later kwam ze al op jonge leeftijd met AAC 1899 uit in de Eredivisie. Haar handbalopleiding kreeg ze op de HandbalAcademie op Papendal. In 2011 werd Polman met Jong Oranje tweede tijdens het Europees Kampioenschap tot 21, dat dat jaar in eigen land gehouden werd. In datzelfde jaar verruilde zij de Nederlandse topclub VOC voor het Deense SønderjyskE Håndbold uit Aabenraa. In het eerste seizoen promoveerde zij met haar club naar de Deense eredivisie. Na haar tweede seizoen in het zuiden van Jutland vertrok ze naar Esbjerg, waar ze ging spelen voor Team Esbjerg. In het seizoen 14/15 werd in de finale om het Deense landskampioenschap verloren van Midtylland. Maar in het seizoen 15/16 werd de club kampioen van de Deense competitie. In de finale tegen Midtylland eindigde de eerste wedstrijd in 21-17 voor Midtylland. Echter werd het in de return 21-17 voor Esbjerg. De wedstrijd moest beslist worden met penalty's. In de penaltyserie scoorde Laura van der Heijden de eerste penalty en maakte Polman de winnende penalty.
Polman maakte in 2010 haar debuut in het nationaal seniorenteam. Met Nederland nam zij deel aan de WK's in 2011, 2013 en 2015. In 2015 bereikte ze met Nederland de finale van het WK, die verloren werd van Europees en olympisch kampioen Noorwegen.
In maart 2016, tijdens het OKT in Metz (Frankrijk), kwalificeerden Polman en het Nederlandse handbal zich voor het eerst voor de Olympische Spelen. Doordat de wedstrijd om het brons verloren werd van regerend wereldkampioen Noorwegen (23-36), eindigden de handbalsters het toernooi op de vierde plaats.
In december 2019 werd zij met het Nederlandse team wereldkampioen, doordat Spanje in de finale, in de laatste minuut met een strafworp, met één doelpunt verschil werd verslagen. Polman werd uitgeroepen tot de beste speelster van het toernooi. 
In 2021 moest Polman zich vanwege een ernstige blessure terugtrekken uit de selectie (Nederlands team) voor de Olympische spelen Tokio 2020. Zij sprak uit dat ze wil doorgaan met handballen en deel zou willen uitmaken van het team op de Olympische spelen in Parijs in 2024.
Sinds juli 2022 speelde Polman kortstondig bij het Deense Nykøbing Falster, dat haar overnam van Team Esbjerg.
In november 2022 tekende Polman een contract bij de Roemeense topclub Rapid București.

## Onderscheidingen
- Meest waardevolle speelster van het wereldkampioenschap: 2019
- All-Star Team middenopbouw van het wereldkampioenschap: 2019
- All-Star Team linkeropbouw van de Deense Damehåndboldligaen (Årets Dame Liga All Stars): 2012/13, 2013/14, 2018/19[5]
- All-Star Team spelverdeelster van de Deense Damehåndboldligaen (Årets Dame Liga All Stars): 2015/16[6]
- Topscorer van de Deense Damehåndboldligaen: 2012/13 (138 goals), 2013/14 (153 goals)
- Beste speelster van de Deense 1. Division (Årets Kvindelige 1. Divisionsspiller): 2011/12
- All-Star Team middenopbouw van het Europees kampioenschap onder 19: 2011
- Talent van het jaar van het Nederlands Handbal Verbond: 2010/11
- Middenopbouwster van het jaar van de Eredivisie: 2009/10, 2010/11[7]
- Sporttalent van Gelderland: 2010[8]

## Erelijst
Team Esbjerg
- Damehåndboldligaen: 2016, 2019, 2020
- DHF's Landspokalturnering: 2017
- DHF-Super Cup: 2015, 2019

 Nederland
- IHF-wereldkampioenschap handbal: 2019

## Televisie
In september 2023 maakte Polman haar debuut als presentatrice van het SBS6-programma Beter laat dan nooit, waarin zij samen met Frits Barend, Henny Huisman, Edwin Rutten en Ad Visser onder haar leiding op reis gingen door Azië.

## Privéleven
Polman heeft sinds 2016 een relatie met de Nederlandse oud-voetballer Rafael van der Vaart.
Op 23 juni 2017 beviel ze van een dochter. Ook verschenen zij en Rafael in een realitysoap met de titel Estavana in het Echt, uitgezonden op het online videoplatform van De Telegraaf. Eerder had ze een relatie met de voetballer Mart Lieder.
De tweelingbroer van Estavana Polman is handballer Dario Polman.